# تپه شماره ۱ روستای قزانچال
تپه شماره ۱ روستای قزانچال در شهرستان آبیک، روستای قزانچال واقع شده و این اثر در تاریخ ۱۷ اسفند ۱۳۸۱ با شمارهٔ ثبت ۷۶۰۰ به‌عنوان یکی از آثار ملی ایران به ثبت رسیده است.